# 20. Golden Globe-gála
A 20. Golden Globe-gálára 1963. március 3-án került sor, az 1962-ben mozikba, vagy képernyőkre került amerikai filmeket, illetve televíziós sorozatokat díjazó rendezvényt a kaliforniai Beverly Hillsben, a Beverly Hilton Hotelben tartották meg.
A 20. Golden Globe-gálán Bob Hope vehette át a Cecil B. DeMille-életműdíjat.

## Filmes díjak
A nyertesek félkövérrel jelölve.
| Legjobb filmes díjak | Legjobb filmes díjak |
| Legjobb filmdráma | Legjobb vígjáték |
| --- | --- |
| - Arábiai Lawrence - The Chapman Report - Míg tart a bor és friss a rózsa - Freud: a titkos szenvedély - Hemingway's Adventures of a Young Man - The Inspector - A leghosszabb nap - A csodatevő - Lázadás a Bountyn - Ne bántsátok a feketerigót! | - Egy kis ravaszság - The Best of Enemies - A fiúk átmulatott éjszakája - Nősülni kötelező - Amíg összeszoknak |
| Legjobb zenés film | Legjobb film a nemzetközi megértésről |
| - A muzsikus - Jumbo - A lányok angyalok - Gypsy - Igaz mese a Grimm testvérekről | - Ne bántsátok a feketerigót! - The Best of Enemies - The Interns |
| Legjobb filmes alakítások (filmdráma) | |
| Színész | Színésznő |
| - Gregory Peck – Ne bántsátok a feketerigót! - Bobby Darin – Nyomás alatt - Laurence Harvey – Igaz mese a Grimm testvérekről - Jackie Gleason – Gigot - Burt Lancaster – Az alcatrazi ember - Jack Lemmon – Míg tart a bor és friss a rózsa - James Mason – Lolita - Paul Newman – Az ifjúság édes madara - Peter O’Toole – Arábai Lawrence - Anthony Quinn – Arábiai Lawrence                                                               | - Geraldine Page – Az ifjúság édes madara - Anne Bancroft – A csodatevő - Bette Davis – Mi történt Baby Jane-nel? - Katharine Hepburn – Hosszú út az éjszakába - Glynis Johns – The Chapman Report - Melina Mercouri – Phaedra - Lee Remick – Míg tart a bor és friss a rózsa - Susan Strasberg – Hemingway's Adventure of a Young Man - Shelley Winters – Lolita - Susannah York – Freud: a titkos szenvedély |
| Legjobb filmes alakítások (vígjáték vagy zenés film) | |
| Színész | Színésznő |
| - Marcello Mastroianni – Válás olasz módra - Stephen Boyd – Jumbo - Jimmy Durante – Jumbo - Cary Grant – Egy kis ravaszság - Charlton Heston – The Pigeon That Took Rome - Karl Malden – Gypsy - Robert Preston – A muzsikus - Alberto Sordi – The Best of Enemies - James Stewart – Mr. Hobbs szabadságra megy | - Rosalind Russell – Gypsy - Doris Day – Jumbo - Jane Fonda – Amíg összeszoknak - Shirley Jones – A muzsikus - Natalie Wood – Gypsy |
| Legjobb mellékszereplők (filmdráma, vígjáték vagy zenés film) | |
| Színész | Színésznő |
| - Omar Sharif – Arábiai Lawrence - Ed Begley – Az ifjúság édes madara - Victor Buono – Mi történt Baby Jane-nel? - Harry Guardino – The Pigeon That Took Rome - Ross Martin – Terror-kísérlet - Paul Newman – Hemingway’s Adventure of a Young Man - Cesar Romero – Nősülni kötelező - Telly Savalas – Az alcatrazi ember - Peter Sellers – Lolita - Harold J. Stone – The Chapman Report                                                    | - Angela Lansbury – A mandzsúriai jelölt - Patty Duke – A csodatevő - Hermione Gingold – A muzsikus - Shirley Knight – Az ifjúság édes madara - Susan Kohner – Freud: a titkos szenvedély - Gabriella Pallotta – The Pigeon That Took Rome - Martha Raye – Jumbo - Kaye Stevens – The Interns - Jessica Tandy – Hemingway’s Adventures of a Young Man - Tarita Teriipaia – Lázadás a Bountyn                   |
| Egyéb | |
| Legjobb rendező | Legjobb eredeti filmzene |
| - David Lean – Arábiai Lawrence - George Cukor – The Chapman Report - Morton DaCosta – A muzsikus - Blake Edwards – Amíg tart a bor és friss a rózsa - John Frankenheimer – A mandzsúriai jelölt - John Huston – Freud: a titkos szenvedély - Stanley Kubrick – Lolita - Mervyn LeRoy – Gypsy - Robert Mulligan – Ne bántsátok a fekterigót! - Martin Ritt – Hemingway's Adventures of a Young Man - Ismael Rodríguez – A titánok eljövetele | - Elmer Bernstein – Ne bántsátok a feketerigót! - Maurice Jarre – Arábiai Lawrence - Bronislau Kaper – Lázadás a Bountyn - Franz Waxman – Tarasz Bulba - Meredith Willson – A muzsikus |
| Legjobb operatőr (színesfilmnél) | Legjobb operatőr (fekete-fehér filmnél) |
| - Bernardo Bertolucci – Az utolsó kínai császár | - Freddie Young – Arábiai Lawrence |

## Televíziós díjak
A nyertesek félkövérrel jelölve.
| Legjobb televíziós sorozatok           | Legjobb televíziós sorozatok       |
| Filmdráma                              | Vígjáték vagy zenés film           |
| -------------------------------------- | ---------------------------------- |
| - The Dick Powell Show                 | - Mister Ed                        |
| Legjobb alakítás televíziós sorozatban |                                    |
| Színész                                | Színésznő                          |
| - Richard Chamberlain – Dr. Kildare    | - Donna Reed – The Donna Reed Show |
| Legjobb rendező/producer               |                                    |
| - Rod Serling – Alkonyzóna             |                                    |

## Különdíjak

### Cecil B. DeMille-életműdíj
A Cecil B. DeMille-életműdíjat Bob Hope vehette át.

## Fordítás
Ez a szócikk részben vagy egészben  a(z)   20th Golden Globe Awards című angol Wikipédia-szócikk fordításán alapul.  Az eredeti cikk szerkesztőit annak laptörténete sorolja fel. Ez a jelzés csupán a megfogalmazás eredetét és a szerzői jogokat jelzi, nem szolgál a cikkben szereplő információk forrásmegjelöléseként.